# Hlinsko
Hlinsko é uma cidade checa localizada na região de Pardubice, distrito de Chrudim.